# Дашабылов, Георгий Цыренович

Гео́ргий Цыре́нович Дашабы́лов (1938—1993) — бурятский поэт, прозаик, драматург, Заслуженный работник культуры Бурятии.

## Биография
Родился 3 июня 1938 года в улусе Ушхайта Кижингинского района Бурят-Монгольской АССР. После учебы в средней школе работал в колхозе. Отслужив в Советской Армии учился в Бурятском государственном педагогическом институте имени Доржи Банзарова. Работал журналистом в газете «Буряад унэн», в журнале «Байкал».

### Творчество
Георгий Дашабылов написал более 10 сборников стихов, рассказов и повестей. На бурятском языке: 
- «Хабарай бэшэгүүд» (Весенние письма) (1966)
- «Ногоон туужа» (Зеленый бор) (1969)
- «Суутайн сагаан хулагшан» (Белая лошадь) (1971)
- «Нютагайм һэбшээн» (Ветер родного края) (1972)[2]
- «Дугы» (Мостик) (1975)
- «Хэжэнгэ» (Кижинга) (1978)
- «Мүнгэн хутага» (Серебряный нож) (1980)
- «Түрүүшын бороо» (Первый дождь) (1984)
- «Зунай үдэшэ» (Летний вечер) (1988)
- «Үглөөгүүр» (Утро) (1992)
- «Тэрэ хабарай ургынууд» (Подснежники той весны) (1998)[3]

В московском издательстве «Современник» вышла в свет книга стихов «Весенние письма» (1979) в переводе на русский язык.
Написал сборники повестей и рассказов «Эртын жэргэмэл» (Ранний жаворонок) (1974), «Гараса дээрэ» (На переправе) (1982). На сцене Бурятского государственного академического театра драмы имени Хоца Намсараева поставлена его пьеса «Подснежники той весны». Также сочинял тексты для песен, занимался переводами, писал очерки для газеты «Буряад үнэн».